# Trofeo Mundial de Rugby Juvenil 2023
El Trofeo Mundial de Rugby Juvenil 2023 fue la decimotercera edición del torneo que patrocina la World Rugby.
El torneo representó el regreso de la competición luego de cuatro años de suspensión a consecuencia de la pandemia de COVID-19.
El torneo se disputó en el Estadio Nacional Nyayo de Nairobi, Kenia.

## Equipos participantes
| Competición                       | Fecha                                    | Sede             | Plazas | Clasificados   |
| --------------------------------- | ---------------------------------------- | ---------------- | ------ | -------------- |
| País anfitrión                    | –                                        | –                | 1      | Kenia          |
| Mundial Juvenil 2019 (descendido) | 4 al 22 de junio de 2019                 | Santa Fe Rosario | 1      | Escocia        |
| Sudamericano Juvenil A            | 3 al 11 de diciembre de 2022             | Paysandú         | 1      | Uruguay        |
| Rugby Europe U20                  | 6 al 13 de noviembre de 2022             | Coímbra          | 1      | España         |
| Trophée Barthés                   | 22 al 30 de abril de 2023                | Nairobi          | 1      | Zimbabue       |
| Asia Rugby U19                    | 12 al 18 de diciembre de 2022            | Taipei           | 1      | Hong Kong      |
| Oceania Rugby Junior Trophy       | 29 de noviembre - 3 de diciembre de 2022 | Nukualofa        | 1      | Samoa          |
| Serie Norteamérica 2023           | 6 al 10 de junio de 2023                 | Raleigh          | 1      | Estados Unidos |

## Fase de grupos
Nota: Se otorgan 4 puntos al equipo que gane un partido y 2 al que empate
Puntos Bonus: 1 punto por convertir 4 tries o más en un partido y 1 al equipo que pierda por no más de 7 tantos de diferencia

### Grupo A
| Pos. | Equipo         | Encuentros | Encuentros | Encuentros | Encuentros | Tantos  | Tantos    | Tantos     | Puntos Bonus | Puntos Totales |
| Pos. | Equipo         | jugados    | ganados    | empatados  | perdidos   | a favor | en contra | diferencia | Puntos Bonus | Puntos Totales |
| ---- | -------------- | ---------- | ---------- | ---------- | ---------- | ------- | --------- | ---------- | ------------ | -------------- |
| 1    | Uruguay        | 3          | 3          | 0          | 0          | 121     | 71        | 50         | 2            | 14             |
| 2    | Escocia        | 3          | 2          | 0          | 1          | 130     | 83        | 47         | 3            | 11             |
| 3    | Zimbabue       | 3          | 1          | 0          | 2          | 85      | 152       | -67        | 2            | 6              |
| 4    | Estados Unidos | 3          | 0          | 0          | 3          | 81      | 111       | -30        | 3            | 3              |

#### Primera fecha
| 15 de julio | Escocia | 64 - 33 | Zimbabue |  |  |

| 15 de julio | Uruguay | 33 - 31 | Estados Unidos |  |  |

#### Segunda fecha
| 20 de julio | Uruguay | 51 - 14 | Zimbabue |  |  |

| 20 de julio | Escocia | 40 - 13 | Estados Unidos |  |  |

#### Tercera fecha
| 25 de julio | Estados Unidos | 37 - 38 | Zimbabue |  |  |

| 25 de julio | Escocia | 26 - 37 | Uruguay |  |  |

### Grupo B
| Pos. | Equipo    | Encuentros | Encuentros | Encuentros | Encuentros | Tantos  | Tantos    | Tantos     | Puntos Bonus | Puntos Totales |
| Pos. | Equipo    | jugados    | ganados    | empatados  | perdidos   | a favor | en contra | diferencia | Puntos Bonus | Puntos Totales |
| ---- | --------- | ---------- | ---------- | ---------- | ---------- | ------- | --------- | ---------- | ------------ | -------------- |
| 1    | España    | 3          | 3          | 0          | 0          | 129     | 28        | 101        | 2            | 14             |
| 2    | Samoa     | 3          | 2          | 0          | 1          | 74      | 80        | -6         | 2            | 10             |
| 3    | Kenia     | 3          | 1          | 0          | 2          | 65      | 98        | -33        | 1            | 5              |
| 4    | Hong Kong | 3          | 0          | 0          | 3          | 43      | 105       | -62        | 3            | 3              |

#### Primera fecha
| 15 de julio | Samoa | 34 - 25 | Kenia |  |  |

| 15 de julio | España | 53 - 0 | Hong Kong |  |  |

#### Segunda fecha
| 20 de julio | Samoa | 30 - 27 | Hong Kong |  |  |

| 20 de julio | España | 48 - 18 | Kenia |  |  |

#### Tercera fecha
| 25 de julio | Kenia | 22 - 16 | Hong Kong |  |  |

| 25 de julio | España | 28 - 10 | Samoa |  |  |

## Finales

### 7º puesto
| 30 de julio | Estados Unidos | 47 - 22 | Hong Kong |  |  |

### 5º puesto
| 30 de julio | Zimbabue | 64 - 10 | Kenia |  |  |

### 3º puesto
| 30 de julio | Escocia | 83 - 10 | Samoa |  |  |

### 1º puesto
| 30 de julio | Uruguay | 32 - 39 | España |  |  |

| Bandera de España |
| Campeón España    |
| Primer título     |

## Posiciones finales
| Posición | Selección      |
| -------- | -------------- |
| 1        | España         |
| 2        | Uruguay        |
| 3        | Escocia        |
| 4        | Samoa          |
| 5        | Zimbabue       |
| 6        | Kenia          |
| 7        | Estados Unidos |
| 8        | Hong Kong      |

|  | Ascendió a la Campeonato Mundial de Rugby Juvenil. |